# Xavi Simons
Xavi Quentin Shay Simons (sinh ngày 21 tháng 4 năm 2003) là một cầu thủ bóng đá người Hà Lan hiện thi đấu ở vị trí tiền vệ cho câu lạc bộ RB Leipzig tại Premier League và đội tuyển quốc gia Hà Lan.
Thuở đầu sự nghiệp anh ăn tập tại đội trẻ của Barcelona tại lò La Masia, không lâu sau đó anh ký hợp đồng với Paris Saint-Germain (PSG) vào tháng 7 năm 2019, nơi anh sẽ gia nhập đội U-19 trước khi ra mắt đội 1 ở Tháng 2 năm 2021. Với PSG, Simons đã giành được danh hiệu Ligue 1 và Coupe de France. Vào năm 2022, anh trở lại Hà Lan cùng PSV, giành được các danh hiệu KNVB Cup, Johan Cruyff Shield và thuộc danh sách cầu thủ ghi bàn hàng đầu Eredivisie trong mùa giải duy nhất của anh ấy tại câu lạc bộ. Năm 2023, anh trở lại PSG và ngay sau đó anh lập tức được cho mượn tại RB Leipzig.
Ban đầu lúc chơi cho Hà Lan ở cấp độ trẻ, Simons lần đầu tiên triệu tập lên đội tuyển quốc gia cho loạt trận FIFA World Cup 2022. Anh có trận ra mắt trong chiến thắng 3–1 trước Hoa Kỳ ở vòng 16 đội trước khi đội bóng của anh bị loại ở tứ kết.

## Thời thơ ấu
Sinh ra ở Amsterdam, Xavi là con trai của Peggy Simons và cựu cầu thủ bóng đá người Hà Lan Regillio Simons, người gốc Suriname. Anh trai của Xavi là Faustino (sinh năm 1996), người cũng là một cầu thủ bóng đá chuyên nghiệp, có cùng ngày sinh với Simons.

## Sự nghiệp câu lạc bộ

### Khởi đầu sự nghiệp

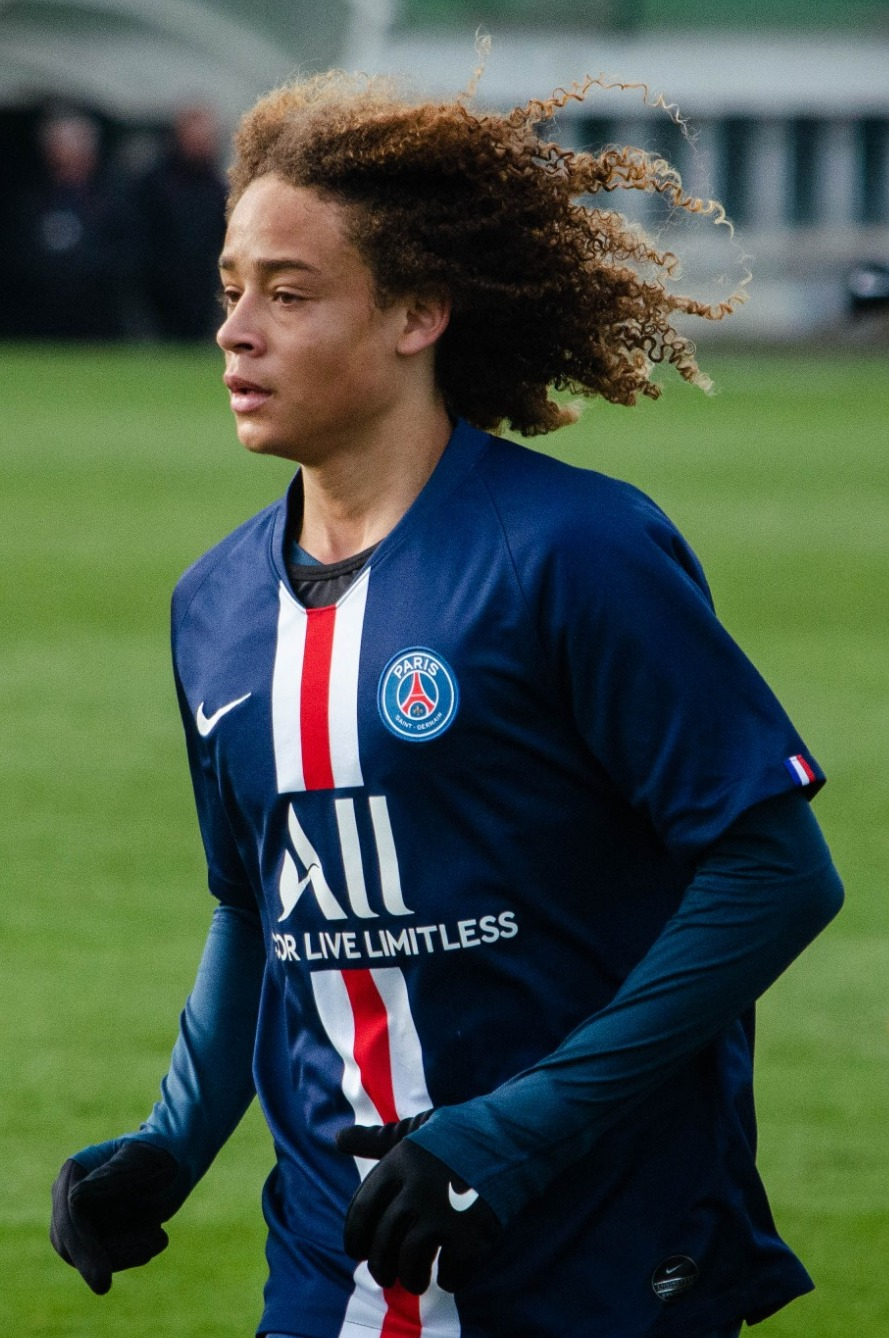
Simons trong màu áo đội trẻ Paris Saint-Germain năm 2020

Simons gia nhập lò La Masia của Barcelona vào năm 2010 từ Club Deportivo Thader của Alicante, và cậu nhanh chóng trở thành một trong những cầu thủ trẻ của câu lạc bộ xứ Catalan được đánh giá cao nhất, với câu lạc bộ Chelsea được cho là đang cố gắng ký hợp đồng với anh khi còn trẻ. Được miêu tả là một "thần đồng", anh ấy đã tham gia nhóm người chơi được đại diện bởi người đại diện Mino Raiola vào năm 2017.

### Paris Saint-Germain

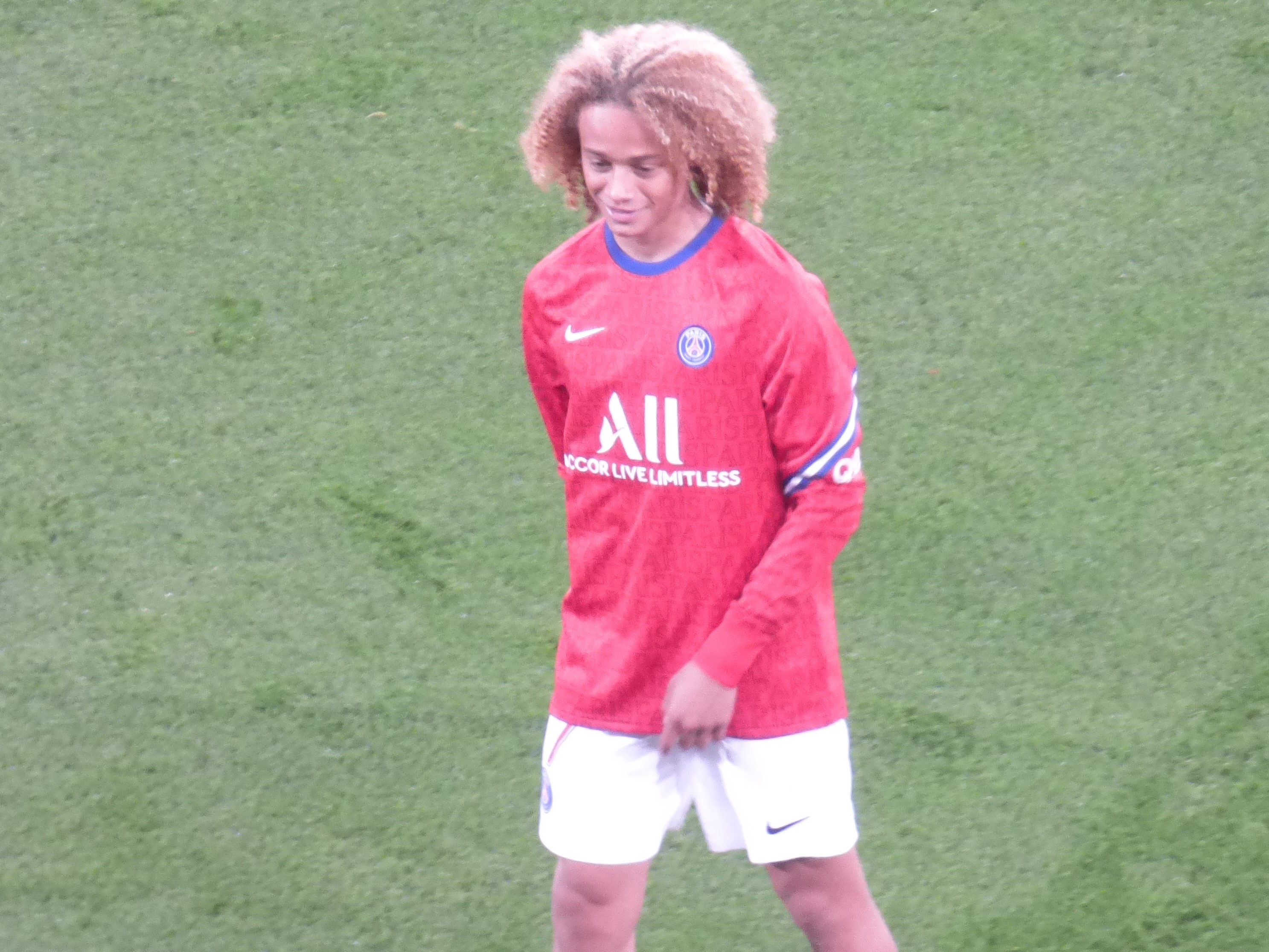
Xavi chơi cho Paris Saint-Germain vào năm 2020

Vào tháng 7 năm 2019, Simons chuyển đến câu lạc bộ Pháp Paris Saint-Germain (PSG), sau khi không đạt được thỏa thuận gia hạn hợp đồng mới với Barcelona. Hợp đồng ba năm của anh ấy với câu lạc bộ Paris được cho là trị giá lên tới 1 triệu euro mỗi năm. Vào ngày 10 tháng 2 năm 2021, Simons có trận ra mắt đội 1 cho PSG, vào sân thay cho Julian Draxler trong chiến thắng 1–0 tại khuôn khổ Coupe de France trước Caen.

### PSV
Vào ngày 28 tháng 6 năm 2022, Simons ký hợp đồng với câu lạc bộ Eredivisie PSV với một bản hợp đồng 5 năm. Mặc dù ban đầu anh ấy được cho là sẽ gia hạn hợp đồng với PSG và gia nhập PSV theo dạng cho mượn, tình hình đã thay đổi khi PSV không còn muốn cho mượn deal. Tuy nhiên, PSG đã thương lượng điều khoản mua lại trị giá 6 triệu euro được cho là trong hợp đồng của Simons, có hiệu lực vào năm 2023.
Simons ghi bàn thắng đầu tiên trong sự nghiệp trong trận ra mắt PSV, chiến thắng 5–3 trước đối thủ Ajax ở Johan Cruyff Shield vào ngày 30 tháng 7 năm 2022. Vào ngày 7 tháng 8, trong trận Eredivisie đầu tiên, anh đã kiến tạo cho Johan Bakayoko, người mở tỉ số trong chiến thắng 4–1 trước đội mới lên hạng Emmen. Simons có trận ra mắt châu Âu với PSV ở vòng loại UEFA Champions League và ghi bàn thắng đầu tiên ở châu Âu trong chiến thắng 5–1 UEFA Europa League ở vòng bảng trước Zürich vào ngày 6 tháng 10. Trong trận chung kết KNVB Cup 2023, anh ấy đã kiến tạo cho Thorgan Hazard ghi bàn giúp PSV giành chiến thắng trước Ajax trên chấm phạt đền. Trong trận đấu cuối cùng của mùa giải Eredivisie 2022–23 vào ngày 28 tháng 5 năm 2023, Simons đã lập một cú đúp, trong đó có bàn thắng ấn định chiến thắng ở phút bù giờ trong chiến thắng 2-1 trước AZ Alkmaar, đảm bảo vị trí thứ hai cho PSV và một suất tham dự vòng loại Champions League cho mùa giải tiếp theo. Với 19 bàn thắng trong mùa giải đó, anh đã chia sẻ danh hiệu Vua phá lưới Eredivisie với Anastasios Douvikas của Utrecht. Simons kết thúc mùa giải câu lạc bộ với 22 bàn thắng và 12 đường kiến tạo trong 48 trận trên mọi đấu trường, đồng thời giành được hai giải thưởng Cầu thủ xuất sắc nhất tháng trong Tháng 8 năm 2022 và tháng 3 năm 2023.
Vào ngày 16 tháng 7 năm 2023, PSV thông báo rằng Simons đã rời trại huấn luyện của câu lạc bộ để hoàn tất việc chuyển nhượng trở lại Paris Saint-Germain.

### Trở lại Paris Saint-Germain
Vào ngày 19 tháng 7 năm 2023, Simons hoàn tất thủ tục trở lại Paris Saint-Germain, ký hợp đồng 4 năm sau khi câu lạc bộ kích hoạt điều khoản mua lại trị giá 6 triệu euro trong hợp đồng PSV của anh, nơi Simons có tiếng nói cuối cùng về sự trở lại của anh ấy.

#### Cho RB Leipzig mượn
Ngay sau khi được Paris Saint-Germain ký hợp đồng trở lại, Simons được cho câu lạc bộ Bundesliga RB Leipzig mượn trong mùa giải 2023–24. Anh mặc chiếc áo số 20. Vào ngày 12 tháng 8 năm 2023, anh ra mắt câu lạc bộ trong chiến thắng 3–0 trước Bayern Munich ở DFL-Supercup 2023. Vào ngày 25 tháng 8, anh ghi bàn thắng đầu tiên ở Bundesliga sau 5 trận –1 chiến thắng trước VfB Stuttgart, trận đấu mà anh ấy cũng ghi được hai pha kiến tạo. Vào ngày 25 tháng 10, Simons ghi bàn thắng đầu tiên ở Champions League trong chiến thắng 3–1 trước Red Star Belgrade. Ngoài ra, anh còn được vinh danh là cầu thủ xuất sắc nhất trận đấu vì anh cũng có pha kiến tạo để trở thành cầu thủ Hà Lan trẻ nhất, 20 tuổi 187 ngày, đạt được cả thành tích ghi bàn và hỗ trợ thi đấu kể từ Arjen Robben năm 2003. Trong trận đấu thứ hai với Red Star Belgrade vào ngày 7 tháng 11, Simons ghi bàn mở tỷ số trong chiến thắng 2-1, đảm bảo suất vào vòng 16 đội.

## Sự nghiệp quốc tế
Simons đã đại diện cho Hà Lan ở các đội U-15 Hà Lan, U-16 Hà Lan, U-17 Hà Lan và U-19 Hà Lan và U-21 Hà Lan.
Vào ngày 21 tháng 10 năm 2022, Simons được đưa vào vòng sơ tuyển của đội tuyển quốc gia Hà Lan lần đầu tiên trong sự nghiệp của mình. Vào ngày 11 tháng 11, anh chính thức được triệu tập tham dự FIFA World Cup 2022 tại Qatar bởi huấn luyện viên trưởng Louis van Gaal. Người chơi trẻ nhất Trong đội tuyển Hà Lan, Simons được mô tả là "sự góp mặt có phần bất ngờ". Vào ngày 3 tháng 12, anh có trận ra mắt Hà Lan tại FIFA World Cup 2022 trong chiến thắng 3–1 trước Hoa Kỳ tại vòng 16 đội. Anh trở thành cầu thủ Hà Lan trẻ nhất góp mặt tại một vòng loại trực tiếp của 1 kì World Cup. Ở tứ kết, anh cùng đồng đội bị loại dưới tay Argentina trong loạt sút luân lưu.

## Cuộc sống cá nhân
Năm 13 tuổi, Simons có hợp đồng quảng cáo đầu tiên với Nike. Anh ấy chuyển sang Adidas vào năm 2021 trước khi gia nhập Puma vào năm 2023. Vào tháng 8 năm 2018, anh ấy đã xuất hiện trong một quảng cáo của Nike có tiêu đề "Đánh thức bóng ma" cùng với các cầu thủ Philippe Coutinho, Kevin De Bruyne, Neymar, Ronaldinho, Pierre-Emerick Aubameyang và Andrea Pirlo. Trong sự nghiệp tuổi trẻ của mình, Simons đã tích lũy được một lượng lớn người theo dõi trên mạng xã hội trên Instagram; anh ấy có hơn hai triệu người theo dõi trên nền tảng này vào năm 2019, ở tuổi 16. Vào tháng 3 năm 2020, Simons đã có tên trên "NxGn" của Goal 2020" danh sách 50 Wonderkid xuất sắc nhất bóng đá thế giới. Anh ấy cũng được đưa vào "Thế hệ tiếp theo 2020" của The Guardian vào tháng 10.
Năm 2022, sau cái chết của Mino Raiola, Rafaela Pimenta trở thành người đại diện mới của Simons. Vào tháng 5 năm 2023, anh ấy đã thay đổi quan điểm của mình cho đại diện là Darren Dein.

## Thống kê sự nghiệp

### Câu lạc bộ
Tính đến 17 tháng 5 năm 2025
| Câu lạc bộ          | Mùa giải            | Giải đấu            | Giải đấu | Giải đấu | Cúp quốc gia | Cúp quốc gia | Cúp liên đoàn | Cúp liên đoàn | Châu Âu | Châu Âu | Khác | Khác | Tổng | Tổng |
| Câu lạc bộ          | Mùa giải            | Hạng đấu            | Trận     | Bàn      | Trận         | Bàn          | Trận          | Bàn           | Trận    | Bàn     | Trận | Bàn  | Trận | Bàn  |
| ------------------- | ------------------- | ------------------- | -------- | -------- | ------------ | ------------ | ------------- | ------------- | ------- | ------- | ---- | ---- | ---- | ---- |
| Paris Saint-Germain | 2020–21             | Ligue 1             | 1        | 0        | 1            | 0            | —             | —             | 0       | 0       | 0    | 0    | 2    | 0    |
| Paris Saint-Germain | 2021–22             | Ligue 1             | 6        | 0        | 3            | 0            | —             | —             | 0       | 0       | 0    | 0    | 9    | 0    |
| Paris Saint-Germain | Tổng cộng           | Tổng cộng           | 7        | 0        | 4            | 0            | —             | —             | 0       | 0       | 0    | 0    | 11   | 0    |
| PSV                 | 2022–23             | Eredivisie          | 34       | 19       | 4            | 1            | —             | —             | 9       | 1       | 1    | 1    | 48   | 22   |
| RB Leipzig (mượn)   | 2023–24             | Bundesliga          | 32       | 8        | 2            | 0            | —             | —             | 8       | 2       | 1    | 0    | 43   | 10   |
| RB Leipzig          | 2024–25             | Bundesliga          | 25       | 10       | 3            | 1            | —             | —             | 5       | 0       | —    | —    | 33   | 11   |
| RB Leipzig          | Tổng cộng           | Tổng cộng           | 57       | 18       | 5            | 1            | —             | —             | 13      | 2       | 1    | 0    | 76   | 21   |
| Tổng cộng sự nghiệp | Tổng cộng sự nghiệp | Tổng cộng sự nghiệp | 98       | 37       | 13           | 2            | 0             | 0             | 22      | 3       | 2    | 1    | 135  | 43   |

1. ↑  Bao gồm Coupe de France, KNVB Cup, DFB-Pokal, FA Cup
2. ↑  Bao gồm EFL Cup
3. ↑  Hai lần ra sân tại UEFA Champions League, Bảy lần ra sân và một bàn thắng tại UEFA Europa League
4. ↑  Số lần ra sân tại Johan Cruyff Shield
5. 1 2  Số lần ra sân tại UEFA Champions League
6. ↑  Số lần ra sân tại DFL-Supercup

### Quốc tế
Tính đến trận đấu ngày 7 tháng 6 năm 2025
| Đội tuyển quốc gia | Năm       | Trận | Bàn |
| ------------------ | --------- | ---- | --- |
| Hà Lan             | 2022      | 1    | 0   |
| Hà Lan             | 2023      | 10   | 0   |
| Hà Lan             | 2024      | 13   | 3   |
| Hà Lan             | 2025      | 4    | 2   |
| Tổng cộng          | Tổng cộng | 28   | 5   |

### Bàn thắng quốc tế
| #  | Ngày                | Địa điểm                           | Đối thủ              | Bàn thắng | Kết quả              | Giải đấu                      |
| -- | ------------------- | ---------------------------------- | -------------------- | --------- | -------------------- | ----------------------------- |
| 1. | 10 tháng 6 năm 2024 | De Kuip, Rotterdam, Hà Lan         | Iceland              | 2–0       | 4–0                  | Giao hữu                      |
| 2. | 10 tháng 7 năm 2024 | Westfalenstadion, Dortmund, Đức    | Anh                  | 1–0       | 1–2                  | UEFA Euro 2024                |
| 3. | 7 tháng 9 năm 2024  | Philips Stadion, Eindhoven, Hà Lan | Bosna và Hercegovina | 5–2       | 5–2                  | UEFA Nations League 2024–25   |
| 4. | 23 tháng 3 năm 2025 | Mestalla, Valencia, Tây Ban Nha    | Tây Ban Nha          | 3–3       | 3–3 (s.h.p.) (4–5 p) | UEFA Nations League 2024–25   |
| 5. | 10 tháng 6 năm 2025 | Euroborg, Groningen, Hà Lan        | Malta                | 4–0       | 8–0                  | Vòng loại FIFA World Cup 2026 |

## Danh hiệu
Paris Saint-Germain
- Ligue 1: 2021–22[56]
- Coupe de France: 2020–21[57]

PSV
- KNVB Cup: 2022–23[58]
- Johan Cruyff Shield: 2022[20]

RB Leipzig
- DFL-Supercup: 2023[59]

Cá nhân
- Eredivisie Cầu thủ của tháng: Tháng 8 năm 2022,[60] Tháng 3 năm 2023[27]
- Eredivisie Nhân tài của tháng: Tháng 1 năm 2023[61]
- Eredivisie Đội hình của tháng: Tháng 8 năm 2022,[60] Tháng 1 năm 2023,[62] Tháng 2 năm 2023,[63] Tháng 3 năm 2023,[64] Tháng 5 năm 2023[65]
- Vua phá lưới Eredivisie: 2022–23 (được chia sẻ)[66]
- Johan Cruyff Trophy: 2022–23[67]
- Bundesliga Bàn thắng của tháng: Tháng 9 năm 2023, tháng 1 năm 2024[68]
- Bundesliga Tân binh của tháng: Tháng 12 năm 2023[69]